# Con Walsh
Cornelius Edward Walsh, detto Con (Carriganimma, 24 aprile 1885 – Seattle, 7 dicembre 1961), è stato un martellista canadese di origine irlandese.

## Palmarès
| Anno | Manifestazione  | Sede   | Evento              | Risultato | Prestazione | Note |
| ---- | --------------- | ------ | ------------------- | --------- | ----------- | ---- |
| 1908 | Giochi olimpici | Londra | Lancio del martello | Bronzo    | 48,61 m     |      |